# Giro del Lussemburgo 1988
Il Giro del Lussemburgo 1988, cinquantaduesima edizione della corsa, si svolse dall'8 al 12 giugno su un percorso di 750 km ripartiti in 5 tappe (la quarta suddivisa in due semitappe), con partenza a Lussemburgo e arrivo a Diekirch. Fu vinto dallo svizzero Richard Trinkler della Weinmann-La Suisse davanti al norvegese Jaanus Kuum e al francese Jacques Decrion.

## Tappe
| Tappa  | Data      | Percorso                                      | km  | Vincitore di tappa | Leader cl. generale |
| ------ | --------- | --------------------------------------------- | --- | ------------------ | ------------------- |
| 1ª     | 8 giugno  | Lussemburgo > Lussemburgo                     | 65  | Johan Capiot       | Johan Capiot        |
| 2ª     | 9 giugno  | Lussemburgo > Dippach                         | 188 | Richard Trinkler   | Richard Trinkler    |
| 3ª     | 10 giugno | Walferdange > Bertrange                       | 199 | Søren Lilholt      | Richard Trinkler    |
| 4ª-1ª  | 11 giugno | Rosport > Echternach                          | 136 | Frank Hoste        | Richard Trinkler    |
| 4ª-2ª  | 11 giugno | Lussemburgo > Lussemburgo (cron. individuale) | 1,1 | Søren Lilholt      | Richard Trinkler    |
| 5ª     | 12 giugno | Diekirch > Diekirch                           | 161 | Johan Capiot       | Richard Trinkler    |
| Totale | Totale    | Totale                                        | 750 |                    |                     |

## Dettagli delle tappe

### 1ª tappa
- 8 giugno: Lussemburgo > Lussemburgo – 65 km

| Pos. | Corridore          | Squadra    | Tempo    |
| ---- | ------------------ | ---------- | -------- |
| 1    | Johan Capiot       | TVM        | 1h23'55" |
| 2    | Étienne De Wilde   | Sigma-Fina | s.t.     |
| 3    | Adrie van der Poel | PDM        | s.t.     |

| Pos. | Corridore    | Squadra | Tempo |
| ---- | ------------ | ------- | ----- |
| 1    | Johan Capiot | TVM     |       |

### 2ª tappa
- 9 giugno: Lussemburgo > Dippach – 188 km

| Pos. | Corridore        | Squadra   | Tempo    |
| ---- | ---------------- | --------- | -------- |
| 1    | Richard Trinkler | Weinmann  | 5h01'40" |
| 2    | Jaanus Kuum      | ADR       | s.t.     |
| 3    | Jacques Decrion  | Système U | s.t.     |

| Pos. | Corridore        | Squadra  | Tempo |
| ---- | ---------------- | -------- | ----- |
| 1    | Richard Trinkler | Weinmann |       |

### 3ª tappa
- 10 giugno: Walferdange > Bertrange – 199 km

| Pos. | Corridore     | Squadra    | Tempo    |
| ---- | ------------- | ---------- | -------- |
| 1    | Søren Lilholt | Sigma-Fina | 5h33'48" |
| 2    | Eddy Schurer  | TVM        | a 3"     |
| 3    | Wim Arras     | Lotto      | a 4"     |

| Pos. | Corridore        | Squadra  | Tempo |
| ---- | ---------------- | -------- | ----- |
| 1    | Richard Trinkler | Weinmann |       |

### 4ª tappa - 1ª semitappa
- 11 giugno: Rosport > Echternach – 136 km

| Pos. | Corridore     | Squadra  | Tempo    |
| ---- | ------------- | -------- | -------- |
| 1    | Frank Hoste   | ADR      | 3h48'23" |
| 2    | Phil Anderson | TVM      | s.t.     |
| 3    | Henri Manders | Weinmann | s.t.     |

| Pos. | Corridore        | Squadra  | Tempo |
| ---- | ---------------- | -------- | ----- |
| 1    | Richard Trinkler | Weinmann |       |

### 4ª tappa - 2ª semitappa
- 11 giugno: Lussemburgo > Lussemburgo (cron. individuale) – 1,1 km

| Pos. | Corridore       | Squadra    | Tempo |
| ---- | --------------- | ---------- | ----- |
| 1    | Søren Lilholt   | Sigma-Fina | 1'26" |
| 2    | Johan Museeuw   | ADR        | a 1"  |
| 3    | Roman Kreuziger |            | s.t.  |

| Pos. | Corridore        | Squadra  | Tempo |
| ---- | ---------------- | -------- | ----- |
| 1    | Richard Trinkler | Weinmann |       |

### 5ª tappa
- 12 giugno: Diekirch > Diekirch – 161 km

| Pos. | Corridore          | Squadra    | Tempo    |
| ---- | ------------------ | ---------- | -------- |
| 1    | Johan Capiot       | TVM        | 4h14'14" |
| 2    | Étienne De Wilde   | Sigma-Fina | s.t.     |
| 3    | Adrie van der Poel | PDM        | s.t.     |

| Pos. | Corridore        | Squadra   | Tempo    |
| ---- | ---------------- | --------- | -------- |
| 1    | Richard Trinkler | Weinmann  | 2h03'20" |
| 2    | Jaanus Kuum      | ADR       | a 6"     |
| 3    | Jacques Decrion  | Système U | a 14"    |

## Classifiche finali

### Classifica generale
| Pos. | Corridore          | Squadra             | Tempo    |
| ---- | ------------------ | ------------------- | -------- |
| 1    | Richard Trinkler   | Weinmann-La Suisse  | 2h03'20" |
| 2    | Jaanus Kuum        | ADR-Anti-M-Enerday  | a 6"     |
| 3    | Jacques Decrion    | Système U           | a 14"    |
| 4    | Søren Lilholt      | Sigma-Fina          | a 1'13"  |
| 5    | Étienne De Wilde   | Sigma-Fina          | a 1'31"  |
| 6    | Frank Hoste        | ADR-Anti-M-Enerday  | a 1'32"  |
| 7    | Johan Museeuw      | ADR-Anti-M-Enerday  | a 1'33"  |
| 8    | Adrie van der Poel | PDM-Ultima-Concorde | a 1'35"  |
| 9    | Roman Kreuziger    |                     | s.t.     |
| 10   | Phil Anderson      | TVM-Van Schilt      | a 1'37"  |